# Carlos Correia (calciatore)
Carlos Alberto Correia (...) è un ex calciatore portoghese, di ruolo attaccante.

## Carriera
Dal 1967 al 1969 milita nel CUF Barreiro, ottenendo come miglior piazzamento il settimo posto nella Primeira Divisão 1968-1969. Nella stessa stagione con la sua squadra raggiunse le semifinali della Taça de Portugal 1968-1969, perdendole contro i futuri campioni del Benfica.
Nella stagione 1970-1971 passa al Farense, ottenendo l'undicesimo posto in campionato.
Nel 1971 è in forza ai canadesi del Montréal Olympique, club della North American Soccer League, con cui ottiene in campionato il quarto ed ultimo posto nella Northern Division.